# Élections municipales de 2026 à Tourcoing
Pour des articles plus généraux, voir Élections municipales françaises de 2026 et Élections municipales de 2026 dans le Nord.
Les élections municipales de 2026 à Tourcoing auront lieu en mars 2026. Elles visent au renouvellement du conseil municipal et du conseil métropolitain de la métropole européenne de Lille.

## Modalités du scrutin

### Dates
Ces élections se tiendront en mars 2026, les dates précises seront annoncées par décret au moins 3 mois avant le scrutin.

### Mode de scrutin
L'élection des conseillers municipaux et métropolitains se déroule selon un scrutin de liste à deux tours avec prime majoritaire : les candidats se présentent en listes complètes avec la possibilité de deux candidats supplémentaires. Lors du vote, on ne peut faire ni adjonction, ni suppression, ni modification de l'ordre de présentation des listes. Chaque bulletin de vote comporte deux listes : une liste de candidats aux seules élections municipales et une liste de ceux également candidats au conseil métropolitain.
Le nombre de sièges à pourvoir au conseil municipal de Tourcoing correspond à celui des communes dont la population est comprise entre 80 000 et 100 000 habitants, soit 53 sièges,. Les conseillers municipaux sont élus au suffrage universel direct pour une durée de mandat de six ans. L'élection se termine au premier tour en cas de majorité absolue. Le cas échéant, un second tour a lieu. Les listes qui ont obtenu au moins 10 % des suffrages exprimés au premier tour peuvent se présenter au second. Les candidats des listes qui ont obtenu plus de 5 % des suffrages exprimés au premier tour peuvent rejoindre une autre liste.
La liste ayant obtenu le plus de voix se voit attribuer la moitié des sièges, arrondie à l'entier supérieur si nécessaire. Ainsi, la liste majoritaire obtiens automatiquement 27 sièges. Les 26 sièges restants sont attribués à la représentation proportionnelle à la plus forte moyenne aux listes ayant obtenu au moins 5 % des suffrages exprimés au second tour (ou au premier tour en cas de tour unique).

## Contexte

### Scrutin précédent
Les élections municipales de 2020 ont été marquées par une abstention massive en raison de la pandémie de Covid-19, la participation s'étant effondrée de 45 % lors du 1er tour en 2014 à 25 % en 2020.
Sur le plan local, la liste La République en Marche conduite par Gérald Darmanin, déjà tête de liste en 2014 etsoutenu par le maire sortant, renforce sa position en obtenant 7 sièges de plus qu'aux élections précédentes.
Contrairement à 2014, la gauche part divisée lors de ces élections, ainsi la liste du Parti socialiste obtient 3 sièges tandis que celle d'Europe Écologie - Les Verts en obtient 2, la gauche perds ainsi plus de la moitié de ses 11 sièges initiaux.
Enfin, le Rassemblement national parvient à se maintenir au conseil municipal, conservant 2 sièges sur 3.

## Sondages
Tout sondage d'opinion est affecté par une marge d'erreur.
Une couleur arbitraire est associée à chaque institut de sondage ; ces couleurs sont une aide visuelle et ne correspondent pas à une tendance politique.

### Premier tour
| Source | Date de réalisation | Échantillon | LÉ-PS-PCF  | DVG      | ENS         | RN | Autres |
| Source | Date de réalisation | Échantillon | Vuylsteker | Talpaert | ENS         | RN | Autres |
| ------ | ------------------- | ----------- | ---------- | -------- | ----------- | -- | ------ |
| Source | Date de réalisation | Échantillon |            |          |             |    |        |
| Ifop   | 4-10 juin 2025      | 912         | 16         | 14       | 55 Darmanin | 14 | 1      |
| Ifop   | 4-10 juin 2025      | 912         | 15         | 15       | 53 Bécue    | 15 | 2      |

N.B. :
- en gras sur fond coloré : le candidat arrivé en tête du sondage ;
- en gras sur fond blanc les candidats qualifiés obtenant une représentation au conseil municipal dans le sondage.

## Résultats
|                          |               |       |              |              |             |             |        |        |  |
| Tête de liste            | Tête de liste | Liste | Premier tour | Premier tour | Second tour | Second tour | Sièges | Sièges |  |
| Tête de liste            | Tête de liste | Liste | Voix         | %            | Voix        | %           | CM     | CC     |  |
|                          |               |       |              |              |             |             |        |        |  |
|                          |               |       |              |              |             |             |        |        |  |
|                          |               |       |              |              |             |             |        |        |  |
|                          |               |       |              |              |             |             |        |        |  |
|                          |               |       |              |              |             |             |        |        |  |
| Votes valides            |               |       |              |              |             |             |        |        |  |
| Votes blancs             |               |       |              |              |             |             |        |        |  |
| Votes nuls               |               |       |              |              |             |             |        |        |  |
| Total                    | Total         | Total |              | 100          |             | 100         | 53     | 14     |  |
| Abstention               |               |       |              |              |             |             |        |        |  |
| Inscrits / participation |               |       |              |              |             |             |        |        |  |